# Bishop's Waltham
Bishop's Waltham est une ville et une paroisse civile du Hampshire, en Angleterre.